# Машенька (фільм, 1991)
«Машенька» — радянський телефільм 1991 року, знятий режисером Тамарою Павлюченко на студії «Союзтелефільм».

## Сюжет
За романом Володимира Набокова. Берлін, 1920-ті роки, пансіон, де мешкають російські емігранти. Один із героїв фільму, який чекає на приїзд дружини, показує її фотографію сусідові по пансіону, який впізнає в ній своє перше кохання — Машеньку…

## У ролях
- Анастасія Заворотнюк — Машенька
- Антон Яковлєв — Лев Глібович Ганін
- Юрій Яковлєв — Антон Сергійович Подтягін, поет
- Борис Плотников — Олексій Іванович Алфьоров
- Яніна Лісовська — Клара
- Міша Боттінг — Колін, танцівник
- Геннадій Янін — Горноцвєтов, танцівник
- Інга Цирпонс — пані Дорн
- Марія Селянська — Людмила Рубанська
- Галина Стаханова — прислуга
- Олена Івочкіна — епізод
- Михайло Семаков — епізод
- А. Коробов — епізод

## Знімальна група
- Режисер — Тамара Павлюченко
- Сценарист — Світлана Коновалова
- Оператор — Борис Дунаєв
- Композитор — Юрій Буцько
- Художник — Валерій Вейцлер